# Stellognatha maculata
Stellognatha maculata är en skalbaggsart som först beskrevs av Olivier 1795.  Stellognatha maculata ingår i släktet Stellognatha och familjen långhorningar.
Artens utbredningsområde är Madagaskar. Inga underarter finns listade i Catalogue of Life.

## Externa länkar

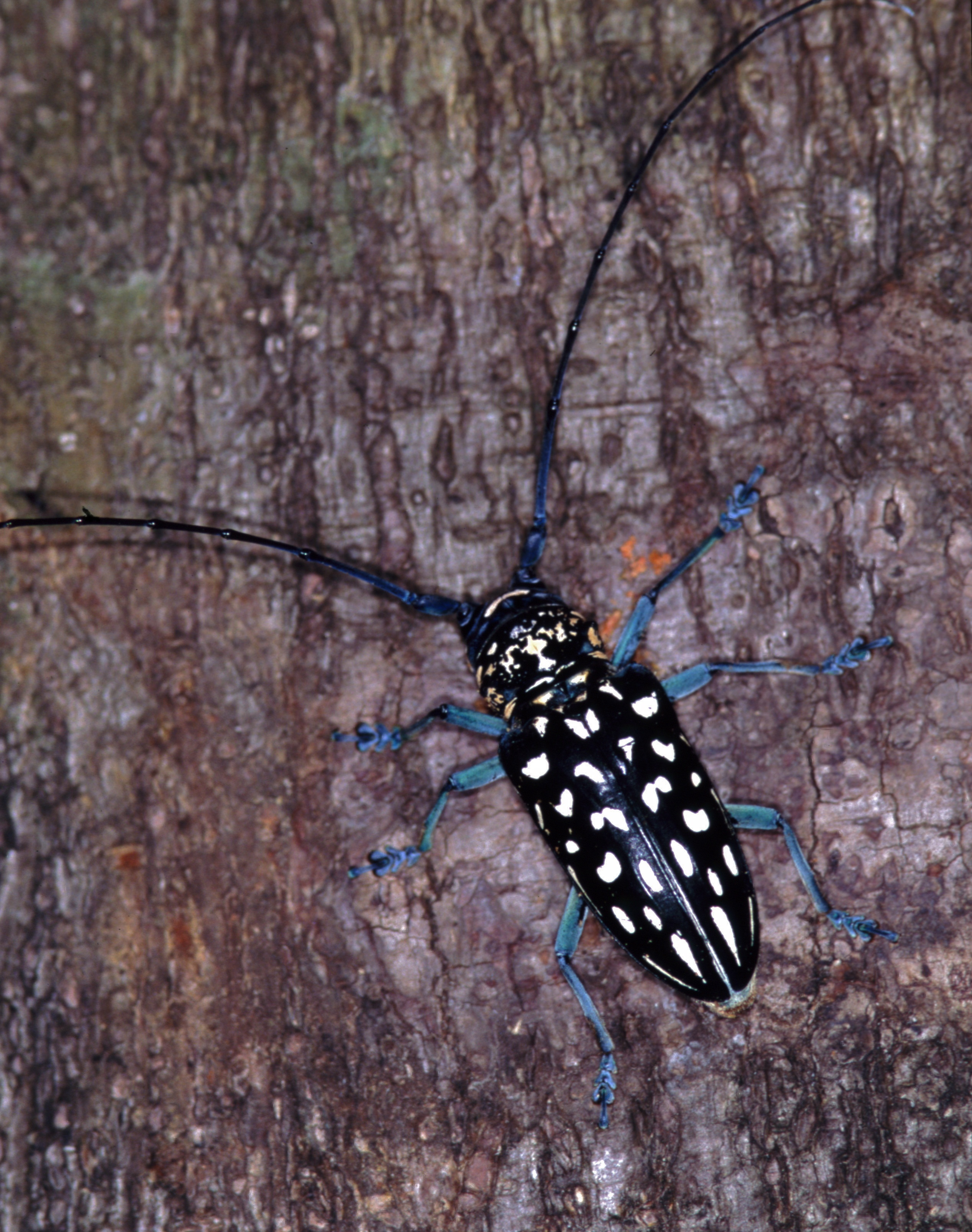